# 永源寺高野町
永源寺高野町（えいげんじたかのちょう）は、滋賀県東近江市の町丁。本項ではかつて同区域に存在した愛知郡高野村（たかのむら）についても記す。

## 地理
東近江市の東部、愛知川の右岸にあたり、西で愛東外町・御倉町・上山町、北で百済寺町・政所町、東で九居瀬町、南（愛知川の対岸）で山上町・永源寺相谷町に接する。北西に明神山、北東に日本コバがそびえ、南東端に永源寺ダムが所在する。南西の愛知川沿いを滋賀県道188号相谷原杣線・滋賀県道508号中里山上日野線が通過する。

### 山岳
- 明神岳
- 日本コバ

### 湖沼
- 永源寺湖（永源寺ダム）

### 河川
- 愛知川

## 歴史
- 幕末時点では愛知郡高野村であった。「旧高旧領取調帳」の記載によると彦根藩領。
- 明治4年
  - 7月14日（1871年8月29日） - 廃藩置県により彦根県の管轄となる。
  - 11月22日（1872年1月2日） - 第1次府県統合により、全域が長浜県の管轄となる。
- 明治5年
  - 2月27日（1872年4月4日） - 長浜県が改称して犬上県となる。
  - 9月28日（1872年10月30日） - 滋賀県の管轄となる。
- 1889年（明治22年）4月1日 - 町村制の施行により東小椋村の大字となる。
- 1892年（明治25年）10月5日 - 東小椋村から大字高野が分立して高野村が発足。
- 1943年（昭和18年）4月1日 - 高野村が東小椋村・神崎郡山上村と合併して神崎郡永源寺村が発足し、同村の大字となる。同日高野村廃止。
- 1955年（昭和30年）4月1日 - 永源寺村が蒲生郡市原村と合併して神崎郡永源寺町が発足し、同町の大字となる。
- 2005年（平成17年）2月11日 - 永源寺町が八日市市・神崎郡五個荘町・愛知郡愛東町・湖東町と合併して東近江市が発足。同市永源寺高野町となる。

## 世帯数と人口
2019年（令和元年）9月1日現在の世帯数と人口は以下の通りである。
| 町丁         | 世帯数  | 人口  |
| ------------ | ------- | ----- |
| 永源寺高野町 | 138世帯 | 371人 |

### 人口の変遷
国勢調査による人口の推移。
| 2010年（平成22年） | 474人 | [ 5 ] |  |
| 2015年（平成27年） | 450人 | [ 6 ] |  |

### 世帯数の変遷
国勢調査による世帯数の推移。
| 2010年（平成22年） | 127世帯 | [ 5 ] |  |
| 2015年（平成27年） | 126世帯 | [ 6 ] |  |

## 学区
市立小・中学校に通う場合、学区は以下の通りとなる。
| 番・番地等 | 小学校               | 中学校                 |
| ---------- | -------------------- | ---------------------- |
| 全域       | 東近江市立山上小学校 | 東近江市立永源寺中学校 |

## 交通

### バス
- 近江鉄道
  - 永源寺線
    - 八日市駅 - 永源寺支所 - 永源寺前 - 永源寺車庫
- ちょこっとバス
  - 政所線
    - 永源寺公民館 - 永源寺支所 - （永源寺前） - 永源寺車庫 - 相谷 - 杠葉尾 - 政所 - 君ヶ畑
- ちょこっとタクシー
  - 甲津畑線
    - 永源寺支所 - 永源寺前 - 甲津畑

### 道路
- 滋賀県道188号相谷原杣線
- 滋賀県道508号中里山上日野線

## 施設
- 東近江市立永源寺幼稚園
- 興源禅寺
- 高野神社
- 永安寺

## 名所・旧跡・観光スポット・祭事・催事
- 永源寺

## その他

### 日本郵便
- 郵便番号 : 527-0212[3]（集配局：永源寺郵便局[8]）。